# 공군군수1학교
공군군수1학교(空軍軍需一學校)는 대한민국 공군의 군사 학교이다. 경상남도 진주시에 위치하고 있다.

## 역사
1952년 6월, 제80항공본창 예하 기술학교로 창설되어, 12월에 김해 공군기지로 옮겼다.
1953년 10월, 최초 국산 동력항공기 부활호 개발완료
1956년 8월, 기술교육단 예속
1958년 6월, 정비교육대가 병참교육대대로 재편성되었다.
1965년 6월, 대전 공군기지로 이사
1973년 4월, 공군교육사령부
1974년 7월, 무장전자교육대대 창설
1988년 10월, 교육사령부와 함께 새로 지은 학교와 학과장과 정비실습장인 제1,2 격납고가 있는 진주 공군기지로 이사하였다.
1995년 4월, 건설교통부에 의해 항공정비사 공식 전문교육기관으로 지정되었다. 10월, F-16 도입에 맞춰 정비교육과정이 신설되었다.
1997년 5월, 폭발물해제(EOD)와 정밀측정 과정을 ???에게서 인수하여 개설하였다. 폭발물해제 훈련장은 9월에 사천 공군기지으로 이전되었다.
1998년, 무장실습장 신설되었다
2005년 4월, 공군교육사령부의 병과학교 개편으로 보급, 시설, 수송 교육과정은 군수학교로 넘겨졌다.
2013년 7월, 기관명이 군수1학교로 개명되었다.
2014년 1월, 국방부에 의해 항공장구관리사 공식 전문교육기관으로 지정되었다.
20154년 6월, 급조폭발물(IED) 훈련장이 설치되었다.
2018년 1월, 국방부에 의해 폭발물처리관리사 공식 전문교육기관으로 지정되었다.

## 기록

### 예속
- 1952년 6월, 제80항공본창
- 1956년 8월, 기술교육단
- 1973년 4월, 공군교육사령부

### 계보
- 1952년 6월, 기술학교
- 2013년 7월, 군수1학교